# Борино (община Крушево)
Вижте пояснителната страница за други значения на Борино.
Борино (на македонска литературна норма: Борино) е село в община Крушево на Северна Македония.

## География
Селото е разположено в северозападния край на Прилепското поле.

## История
В „Етнография на вилаетите Адрианопол, Монастир и Салоника“, издадена в Константинопол в 1878 година и отразяваща статистиката на населението от 1873 година, Боорино (Boorino) е посочено като село с 34 домакинства и 103 жители мюсюлмани и 57 българи.
Според статистиката на Васил Кънчов („Македония. Етнография и статистика“) от 1900 година Борино е населявано от 200 жители, всички арнаути. Според Никола Киров („Крушово и борбите му за свобода“) към 1901 година Борино има 40 турски къщи.
След Междусъюзническата война селото попада в Сърбия.
На етническата си карта на Северозападна Македония в 1929 година Афанасий Селишчев отбелязва Борино като албанско село.